# Alexander Filippowitsch Samoilow
Alexander Filippowitsch Samoilow (russisch Александр Филиппович Самойлов; * 27. März 1867 in Odessa; † 22. Juli 1930 in Moskau) war ein russischer Physiologe und Kardiologe.

## Leben
Alexander Samoilow beendete 1892 sein Studium an der Kaiserlichen Universität Dorpat als Doktor der Medizin. Ab 1892 war er an dem von Iwan Pawlow geleiteten Institut für Experimentelle Medizin in St. Petersburg tätig, bis er 1894 einem Ruf von Iwan Setschenow nach Moskau folgte.
1903 wurde er Professor an der Universität von Kasan und 1924 an der Moskauer Universität. Er gilt als Begründer der russischen Elektrophysiologie und Mitbegründer der Elektrokardiographie. 1930 wurde ihm der Leninpreis verliehen.
Sein Grab befindet sich auf dem Wwedenskoje-Friedhof im alten Moskauer Stadtteil Lefortowo.

## Werke auf Deutsch
- Ueber den maximalen Tetanus der quergestreiften Muskeln. - „Arch. fur Anat. und Physiolog.“, 1898.
- Ueber die eigentliche elektromotorische Kraft des muskularen Demarkationsstromes. - „Arch. fur d. ges. Physiologie“, 1899.
- Beitrage zur Elektrophysiologie des Herzens. - „Arch. f. Anat. u. Physiol.“, 1906.